# ارنست باتلر
ارنست باتلر (انگلیسی: Ernest Butler; ۱۳ مهٔ ۱۹۱۹ – ۳۱ ژانویهٔ ۲۰۰۲) بازیکن فوتبال اهل بریتانیا بود.
از باشگاه‌هایی که در آن بازی کرده‌است می‌توان به باشگاه فوتبال پورتسموث اشاره کرد.